# Annonsnätverk
Annonsnätverk, även kallade affiliatenätverk, är företag som förmedlar digitala annonser avsedda för internetreklam från annonsörer till webbplatsägare. Annonsnätverken agerar alltså som mäklare av internetreklam till webbplatsägare som vill få annonsintäkter från sin webbplats, och förmedlar betalningar för annonseringen. Betalningen baserar sig vanligen på den volym kvalificerade klick annonsen genererar, eller på antalet sidvisningar där annonsen förekommer. Detta brukar kallas prestationsbaserad marknadsföring. De flesta branscher finns representerade bland de annonsörer som använder sig av annonsnätverk.
Annonserna syftar till att dirigera trafik av internetanvändare till annonsörens webbplats. De sprids via många kanaler, exempelvis RSS-flöden, på bloggar, i IM-applikationer, i adware och e-post. Annonsnätverket levererar annonser från deras servrar, vilken svarar på anrop då den enskilda webbsidan blir besökt. Själva annonsen representeras ofta av ett litet javascript, iframe eller bild som klipps in i sidan. Webbannonser länkar ofta direkt till enskilda produkter eller produktkategorier som annonsören vill marknadsföra. Ofta används en webbkaka för att hålla koll på vilken webbplatsägare som ska få betalt. 
En annonsör kan ofta köpa run of network-kampanjer eller kampanjer inriktade efter målgrupp och kategori inom nätverket. Stora annonsnätverk är ofta en mix av sökmotorer, mediahus och teknikleverantörer.
Det finns tre typer av annonsnätverk:
- Representativa nätverk som representerar de publikationer som finns i portföljen, med full transparens gentemot annonsören om var dennes annons kommer att visas. De riktar oftast in sig mot högkvalitetstrafik till marknadsmässiga priser och används ofta av varumärkesannonsörer.
- Blinda nätverk som erbjuder en låg prissättning till annonsörer som är villiga att släppa på kontrollen över vilka webbplatser annonsen placeras på. Blinda nätverk åstadkommer den låga prissättningen genom att köpa stora, överblivna annonsplatsvolymer. För att uppnå effektivitet optimerar ofta nätverket placeringen av annonsen baserat på var annonsen får flest klick.
- Riktade nätverk, som ibland kallas nästa generations nätverk eller 2.0-nätverk. De fokuserar på tekniskt beteende eller kontextuell analys av webbplatsens innehåll och visar annonser som matchar innehållet. Riktade nätverk specialiserar sig på att optimera annonsens placering baserat på antal klick.

Mindre webbplatsägare (även terminologin publicister förekommer i annonssammangang) säljer ofta hela sitt annonsutrymme genom annonsnätverk. Fördelen för en webbplatsägare med att ansluta sig till ett annonsnätverk är främst att flera annonsörer samlas på samma ställe, samtidigt som man kan få se fullständig statistik. Webbplatsägaren slipper också att hantera betalningar från flera olika annonsörer i och med att annonsnätverket står för all fakturering mot samtliga annonsörer. Nackdelen för webbplatsägarna är att nätverket tar ut en avgift för att förmedla annonserna, vilket innebär att inte hela annonsintäkten hamnar hos webbplatsägarna.

## Begreppet affiliate
Det engelska begreppet affiliate (som står för "ansluten" eller "anknuten") används i detta sammanhang för att beteckna en webbplats som är ansluten till ett annonsnätverk (affilatenätverk).
De enskilda annonsörernas program som ett annonsnätverk erbjuder de anslutna webbplatserna kallas affiliateprogram.

## Exempel på annonsnätverk
- Adsense
- Commission Junction
- Tradedoubler
- Zanox
- Advertisr
- Adrecord